# Tarquinia rosso amabile
Il Tarquinia rosso amabile è un vino DOC la cui produzione è consentita nelle province di Roma e Viterbo.

## Caratteristiche organolettiche
- colore: rosso intenso
- odore: vinoso gradevole
- sapore: amabile, vinoso, vellutato

## Produzione
Provincia, stagione, volume in ettolitri
- nessun dato disponibile